# 八戸市立鮫小学校
八戸市立鮫小学校（はちのへしりつ さめしょうがっこう）は、青森県八戸市大字鮫町にある公立小学校。

## 沿革
- 1875年（明治8年）7月3日 - 鮫小学[1]創立。元神明宮境内に2階建校舎新築。
- 1886年（明治19年） - 鮫簡易小学校と改称[1]。
- 1892年（明治25年） - 鮫尋常小学校と改称[1]。
- 1898年（明治31年）5月1日 - 高等科併置し、鮫尋常高等小学校と改称[1]。
- 1927年（昭和2年）10月7日 - 現在の位置に校舎を移転。
- 1941年（昭和16年）4月1日 - 国民学校令により、鮫国民学校と改称[1]。
- 1945年（昭和20年）10月22日 - 校歌制定[1]。
- 1947年（昭和22年）4月1日 - 学制改革（新学制）により、八戸市立鮫小学校と改称。同日、鮫中学校を併置し、高等科生を中学校に移籍[1]。
- 1951年（昭和26年）
  - 8月 - 鮫中学校独立校舎が完成し、分離移転[1]。
  - 12月11日 - 新校舎落成[1]。
- 1959年（昭和34年）度 - 児童数が最大の1865名となる。
- 1971年（昭和46年）7月28日 - 鮫学区プール設置。
- 1975年（昭和50年）9月27日 - 創立100周年記念式典挙行。
- 2015年（平成27年）11月20日 - 創立140周年記念式典挙行。

## 通学区域
- 第二砂森新・二子石本町・二見町・千代田町・山の手・忍町・第三二子石・新富町・住吉町・有楽町・末広町・御園町・美登里町・緑ケ丘・東町・幸町・仲町・本町・浜町・日ノ出町・弁天町・汐見町・蕪島町・岬町・恵比須浜・岬ケ丘・東大平町・南大平町・皐月町・美原町・忍町の2

## 校歌
- 作詞:土井晩翠
- 作曲:東京音楽学校

## アクセス
- 八戸市営バス「小長根」バス停から、徒歩約460m・約7分。
- JR東日本八戸線鮫駅から、徒歩約740m・約12分。

## 周辺
- 学校法人小沢学園認定こども園かもめ幼稚園 - 進学前幼稚園
- 鮫カトリック教会
- 老人ホームおおひらき
- 八戸市鮫児童館